# Лонгин Печерский
Лонгин (Логгин) Печерский — преподобный Украинской православной церкви Московского патриархата, Православной церкви Украины, Русской православной церкви, вра́тарь (смотритель за въездными воротами) Киево-Печерской лавры. 
О его мирской жизни сведений практически не сохранилось, известно лишь, что подвизался в Киево-Печерском монастыре во второй половине XIII века, где нёс обязанности привратника и другие послушания и был известен смиренностью и святостью жизни. Усердие и трудолюбие Лонгина были вознаграждены и он сподобился дара прозорливости: он помогал людям приходившим в обитель с богоугодными намерениями, иных же жёстко обличал и старался привести к покаянию перед Богом.
После смерти Лонгина он был погребён в Дальних (Феодосиевых) пещерах Киево-Печерской лавры. На пещерной доске сохранилась надпись: «…свято и праведно проходя монастырское послушание, сицеваго от Всеведца Бога сподобился дара чудотворения, яко ведал приходящих в монастырь и исходящих мысли сокровенныя…».
Память преподобного совершается 16 октября и 28 августа вместе с празднованием Собора преподобных отцов Киево-Печерских, в Дальних пещерах почивающих.